# Felix Loch
Felix Loch (* 24. Juli 1989 in Sonneberg) ist ein deutscher Rennrodler. In seiner bisherigen Karriere im Einsitzer und mit dem Team gewann er drei olympische Goldmedaillen, 13 Weltmeistertitel, sechs Europameistertitel sowie siebenmal den Gesamtweltcup.

## Werdegang und Karriere
Felix Loch, Sohn des deutschen Rodelnationaltrainers Norbert Loch, startet für den RC Berchtesgaden und lebt in Schönau am Königssee. Sein Talent bewies Loch schon früh. 2002 erreichte er bei den Deutschen Meisterschaften in der Altersklasse „Jugend B“ im Doppelsitzer den zweiten Platz. Im folgenden Jahr wiederholte er diesen Erfolg und wurde zusätzlich Meister im Einsitzer. Den Titel im Einsitzer errang er auch 2004 und 2005 als A-Jugendlicher. In der Saison 2004/05 wurde er Zweiter im Gesamtweltcup der A-Junioren.
Saison 2005/06
In der Saison 2005/06 startete Loch im Junioren-Weltcup und gewann vier Rennen, wurde zweimal Zweiter und errang den Gesamtweltcupsieg. 2006 wurde er in Altenberg Juniorenweltmeister im Einsitzer und im Team.
Saison 2006/07
Durch den Rücktritt von Denis Geppert rückte er in der Saison 2006/07 in den erweiterten Kreis für den Weltcup auf. Bei seinem ersten Einsatz in Park City wurde er Zehnter. Am 7. Dezember 2006 erreichte er in Königssee den sechsten und bisher besten Platz. In Oberhof folgte ein neunter, in Altenberg schließlich ein siebter Platz. Damit und dem Gewinn des Juniorenweltmeistertitel im Einzel und im Team Ende Januar 2007 in Cesana qualifizierte er sich für die Weltmeisterschaften Anfang Februar in Innsbruck-Igls. Dort kam der zu dieser Zeit erst Siebzehnjährige auf einen für ihn guten neunten Platz.
Im selben Jahr wurde er als Beamter in die Bundespolizei aufgenommen.
Saison 2007/08
In der Saison 2007/08 konnte er seine Leistungen im Weltcup stetig verbessern und konsolidieren und qualifizierte sich erneut für die Weltmeisterschaften in Oberhof. Am 26. Januar 2008 gewann er mit erst 18 Jahren seinen ersten Weltmeistertitel. Er ist damit der bislang jüngste Weltmeister im Rennrodeln. Schon kurz zuvor war er bei den Europameisterschaften 2008 in Cesana als Sechster zweitbester Deutscher Starter. Bei den Juniorenweltmeisterschaften 2008 in Lake Placid wurde er Zweiter hinter Wolfgang Kindl. 2008 wurden er und Natalie Geisenberger mit dem Bayerischen Sportpreis in der Kategorie „Herausragende(r) Nachwuchssportler/in“ geehrt.

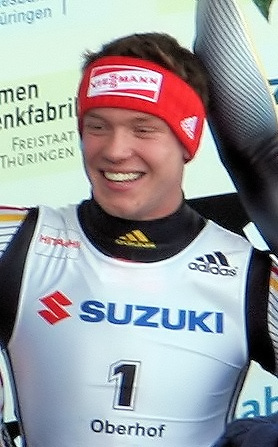
Felix Loch nach seinem Sieg bei den Rennrodel-Weltmeisterschaften 2008 in Oberhof

Saison 2008/09
Am 25. Oktober 2008 wurde Loch in Königssee Deutscher Meister 2009 im Einsitzer. Am 7. Februar 2009 verteidigte er in Lake Placid seinen Weltmeistertitel. Dies schafften vor ihm nur Georg Hackl und Armin Zöggeler. Beim Weltcup in Königsee konnte Felix Loch im Januar 2009 mit dem dritten Platz erstmals aufs Podest fahren. Bereits im nächsten Weltcup in Cesana erreichte er den zweiten Platz. Nach vier weiteren Podestplätzen wurde er Vierter im Gesamtweltcup.
Saison 2009/10
Am 31. Oktober 2009 verteidigte er seinen Titel bei den Deutschen Meisterschaften. Am 5. Dezember 2009 gelang Loch nach zwei vierten Plätzen zu Beginn der Saison der erste Weltcupsieg auf der Bahn von Altenberg. Hier war Loch auch Teil der siegreichen Team-Staffel und holte damit seinen ersten Sieg in dieser Disziplin. Im Verlauf der Saison folgten noch ein zweiter und dritter Platz und am Ende der Saison stand der dritte Platz im Gesamtweltcup. Zur Krönung seiner bisherigen Karriere kam es am 14. Februar 2010, als Loch bei den Olympischen Spielen in Vancouver Olympiasieger im Einsitzer wurde.
Saison 2010/11
Den ersten Wettbewerb der Saison 2010/11 konnte Loch in Innsbruck-Igls gewinnen, dazu noch die Rennen in Oberhof und Altenberg. Außerdem stand er zwei weitere Male auf dem Podest. Damit war er am Ende der Saison Zweiter im Gesamtweltcup. Bei den Weltmeisterschaften 2011 errang Felix Loch die Silbermedaille, nachdem er nach dem ersten Durchgang in Führung gelegen hatte.
Saison 2011/12
In der Saison 2011/12 gewann Loch die Weltcups in Innsbruck, Whistler, Königsee, Oberhof, Winterberg und Sigulda, dazu kam ein zweiter Platz in Calgary. Mit dem Sieg in Sigulda konnte er sich ein Rennen vor Saisonende zum ersten Mal den Gesamtweltcupsieg sichern. Bei den Rennrodel-Weltmeisterschaften 2012 in Altenberg konnte Felix Loch seinen dritten Einzel-Weltmeistertitel und seinen dritten Titel im Team-Wettbewerb gewinnen. Bei den Europameisterschaften in Paramonowo gewann er im Einzel die Bronzemedaille.
Saison 2012/13
Zu Beginn der Saison 2012/13 gewann Felix Loch den Weltcup-Auftakt in Innsbruck sowie die Rennen in Altenberg und Oberhof. Letztere wurden als Europameisterschaften 2013 gewertet, hier sicherte sich Loch am 13. Januar erstmals den Europameistertitel. Am gleichen Tag gewann er außerdem mit der Teamstaffel um Natalie Geisenberger sowie dem Doppelsitzer-Duo Toni Eggert und Sascha Benecken ebenfalls den Titel. Auch bei den Weltmeisterschaften 2013 auf der Bahn in Whistler gewann er beide mögliche Titel.
Saison 2013/14
Im Winter 2013/14 war Loch in fünf Weltcup-Rennen siegreich und gewann die Gesamtwertung zum dritten Mal. Bei den Olympischen Spielen in Sotschi errang er mit deutlichem Vorsprung erneut die Goldmedaille. Er wurde am 13. Februar 2014 zusammen mit der Einsitzer-Fahrerin Natalie Geisenberger und den Doppelsitzer-Fahrern Tobias Wendl und Tobias Arlt in der Team-Staffel erneut Olympiasieger. Bei der Schlussfeier kam Loch die Ehre zuteil, die deutsche Flagge ins Olympiastadion tragen zu dürfen. Für diese Leistungen wurde er am 8. Mai 2014 von Bundespräsident Joachim Gauck mit dem Silbernen Lorbeerblatt ausgezeichnet.
Saison 2014/15
Den Saisonstart konnte er erfolgreich gestalten und gewann in Innsbruck-Igls sowohl das normale Männerrennen als auch den Sprint der Männer. Vor den Rennrodel-Weltmeisterschaften 2015 konnte er noch weitere drei Einzelrennen gewinnen und fuhr als Weltcup-Führender zu den Weltmeisterschaften in Sigulda. Dort musste er sich am 15. Februar 2015 den Russen Semjon Pawlitschenko geschlagen geben. Im Staffel-Wettbewerb konnte er als Teil der deutschen Mannschaft den Sieg vor Russland und Kanada ins Ziel fahren. Am Saisonende konnte er zum vierten Mal hintereinander den Gesamtweltcup der Männer gewinnen.
Saison 2015/16
Die Saison startete eher durchwachsen. Seinen ersten Sieg konnte er erst auf der vierten Weltcup-Station in Calgary gewinnen. Danach konnte er aber eine starke Serie starten und konnte sieben Wettkämpfe hintereinander gewinnen. Damit legte er den Grundstein für seinen fünften Gesamtweltcup-Sieg in Folge. Bei den Rennrodel-Weltmeisterschaften 2016 auf der Kunsteisbahn Königssee konnte er alle drei Goldmedaillen abräumen und ist somit auch der erste Weltmeister im Sprint-Rennen, welches erstmals ausgetragen wurde.
Saison 2016/17

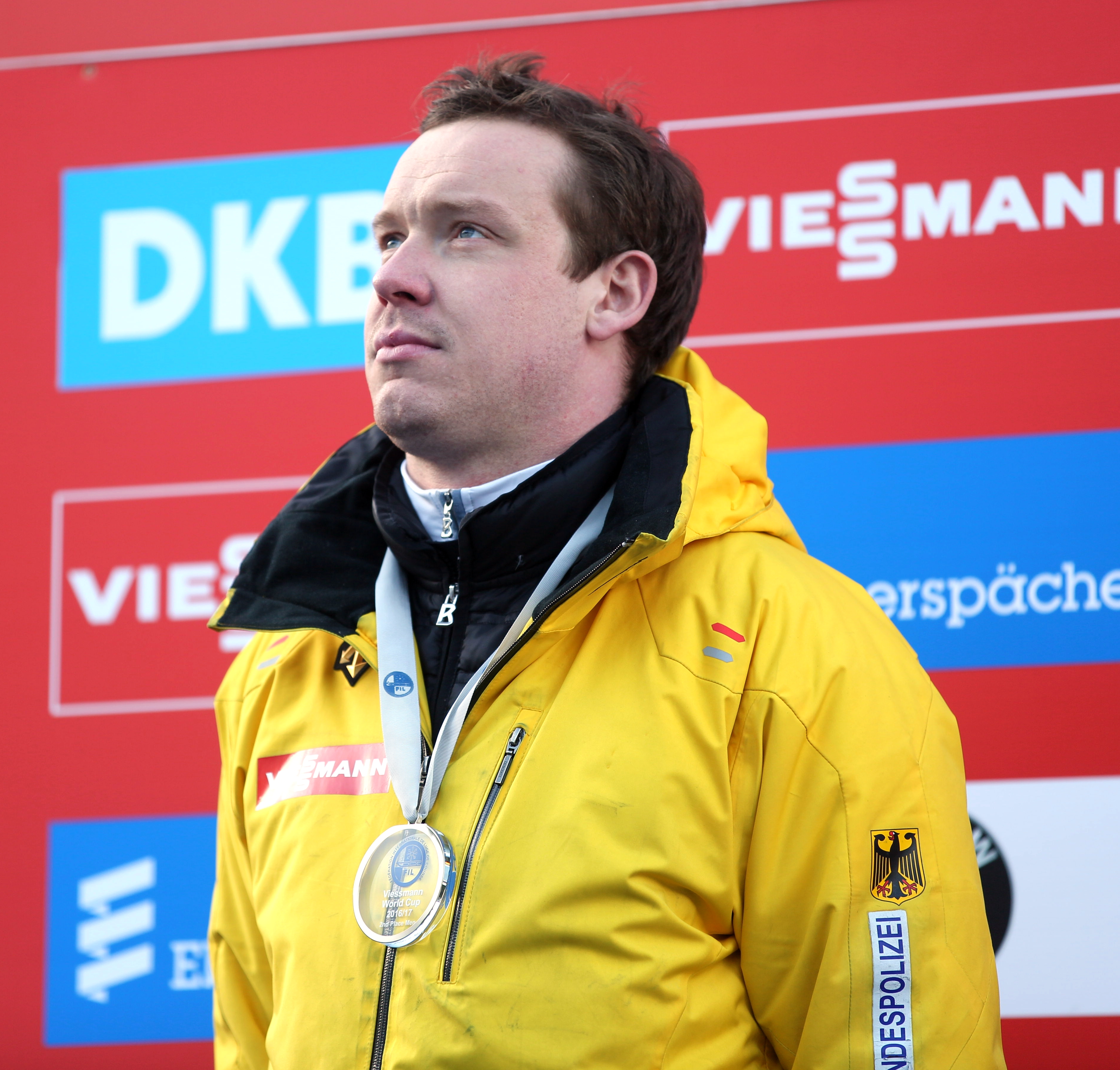
Loch bei der Siegerehrung zum Rennrodel-Weltcup in Altenberg (Februar 2017)

Die Saison 2016/17 war nicht die Saison von Felix Loch. Er konnte in der Saison nur ein normales Weltcup-Rennen gewinnen und ein Sprint-Rennen. Aus diesem Grund reiste er auch nicht zu den Rennrodel-Weltmeisterschaften 2017 in Innsbruck als Favorit. Er blieb erstmals seit den Weltmeisterschaften 2007, wo er als Siebzehnjähriger am Start war, ohne Medaille. Im Gesamtweltcup der Männer belegte er hinter dem Russen Roman Repilow den zweiten Platz.
Saison 2017/18
Im Winter 2017/18 war Loch in vier Weltcup-Rennen siegreich und gewann die Gesamtwertung zum sechsten Mal. Bei den Olympischen Spielen in Pyeongchang führte er bis zum letzten Lauf die Einsitzer-Konkurrenz an, fiel aber nach einem Fahrfehler im vierten Lauf auf Platz fünf zurück. Damit verpasste er die Chance, mit seinem Mentor Georg Hackl gleichzuziehen, der dreimal in Folge Gold im Einzel gewonnen hatte.
Saison 2018/19
In der Saison 2018/19 fuhr er lange seiner Form hinterher, bis zu den Weltmeisterschaften konnte er außer in der Staffel kein Rennen gewinnen und stand nur zweimal auf dem Podest. Bei den Rennrodel-Weltmeisterschaften 2019 in Winterberg holte er den kompletten Medaillensatz und wurde im Einzel zum sechsten Mal Weltmeister. Damit stellte er die Bestmarke von Armin Zöggeler ein. Am 2. Februar 2019 gewann er in Altenberg sein erstes Weltcuprennen nach über einem Jahr. In der Weltcupgesamtwertung erreichte er den dritten Platz.
Saison 2019/20
In der Saison 2019/20 gelang es ihm nur zwei Mal im Einzel auf das Podest zu fahren und er wurde Siebter im Gesamtweltcup. Dies war seine schlechteste Platzierung seit zwölf Jahren. Auch bei den Rennrodel-Weltmeisterschaften 2020 in Sotschi konnte er mit Platz neun nicht an die Ergebnisse der letzten WM anknüpfen.
Saison 2020/21
Die Saison 2020/21 lief für Loch nahezu optimal. Beim ersten Weltcup in Innsbruck feierte er den ersten Weltcupsieg seit 22 Monaten. Von den zwölf Rennen der Einzelkonkurrenz im Weltcup gewann er neun und konnte zum siebten Mal den Gesamtweltcup gewinnen. Besonderes gelang ihm beim Weltcup in Altenberg, der von schwierigen äußeren Bedingungen bestimmt war. Dort fuhr er von Platz 17 im ersten Durchgang noch zum Sieg.

## Erfolge

### Olympische Spiele
- 2010:  im Einsitzer
- 2014:   im Einsitzer und in der Team-Staffel
- 2018: 5. Platz im Einsitzer
- 2022: 4. Platz im Einsitzer

### Weltmeisterschaften
- 2008:   im Einsitzer und in der Team-Staffel
- 2009:   im Einsitzer und in der Team-Staffel
- 2011:  im Einsitzer
- 2012:   im Einsitzer und in der Team-Staffel
- 2013:   im Einsitzer und in der Team-Staffel
- 2015:  im Einsitzer und  in der Team-Staffel
- 2016:    im Sprint, Einsitzer und in der Team-Staffel
- 2019:  im Einsitzer,  im Sprint und  in der Team-Staffel
- 2021:  im Einsitzer und  in der Team-Staffel
- 2023:  im Sprint

### Gesamtweltcup
| Saison  | Platz | Punkte |
| ------- | ----- | ------ |
| 2006/07 | 16.   | 0211   |
| 2007/08 | 06.   | 0297   |
| 2008/09 | 04.   | 0480   |
| 2009/10 | 03.   | 0484   |
| 2010/11 | 02.   | 0658   |
| 2011/12 | 01.   | 0815   |
| 2012/13 | 01.   | 0650   |
| 2013/14 | 01.   | 0685   |
| 2014/15 | 01.   | 0975   |
| 2015/16 | 01.   | 0940   |
| 2016/17 | 02.   | 0748   |
| 2017/18 | 01.   | 0923   |
| 2018/19 | 03.   | 0685   |
| 2019/20 | 07.   | 0482   |
| 2020/21 | 01.   | 1095   |
| 2021/22 | 03.   | 0691   |
| 2022/23 | 02.   | 0767   |
| 2023/24 | 03.   | 0765   |

### Weltcupsiege
| Nr. | Datum         | Ort                     | Bahn                                              |
| --- | ------------- | ----------------------- | ------------------------------------------------- |
| 1.  | 5. Dez. 2009  | Altenberg               | Rennschlitten- und Bobbahn Altenberg              |
| 2.  | 28. Nov. 2010 | Innsbruck-Igls          | Olympia Eiskanal Igls                             |
| 3.  | 15. Jan. 2011 | Oberhof                 | Rennrodelbahn Oberhof                             |
| 4.  | 23. Jan. 2011 | Altenberg               | Rennschlitten- und Bobbahn Altenberg              |
| 5.  | 27. Nov. 2011 | Innsbruck-Igls          | Kunsteisbahn Bob-Rodel Igls                       |
| 6.  | 9. Dez. 2011  | Whistler                | Whistler Sliding Centre                           |
| 7.  | 6. Jan. 2012  | Königssee               | Kombinierte Kunsteisbahn am Königssee             |
| 8.  | 15. Jan. 2012 | Oberhof                 | Rennrodelbahn Oberhof                             |
| 9.  | 21. Jan. 2012 | Winterberg              | Bobbahn Winterberg                                |
| 10. | 18. Feb. 2012 | Sigulda                 | Rennrodel- und Bobbahn Sigulda                    |
| 11. | 25. Nov. 2012 | Innsbruck-Igls          | Kunsteisbahn Bob-Rodel Igls                       |
| 12. | 9. Dez. 2012  | Altenberg               | DKB-Eiskanal                                      |
| 13. | 13. Jan. 2013 | Oberhof                 | Rennrodelbahn Oberhof                             |
| 14. | 23. Nov. 2013 | Innsbruck-Igls          | Kunsteisbahn Bob-Rodel Igls                       |
| 15. | 7. Dez. 2013  | Whistler                | Whistler Sliding Centre                           |
| 16. | 5. Jan. 2014  | Königssee               | Kunsteisbahn Königssee                            |
| 17. | 12. Jan. 2014 | Oberhof                 | Rennrodelbahn Oberhof                             |
| 18. | 19. Jan. 2014 | Altenberg               | DKB-Eiskanal                                      |
| 19. | 29. Nov. 2014 | Innsbruck-Igls          | Kunsteisbahn Bob-Rodel Igls                       |
| 20. | 30. Nov. 2014 | Innsbruck-Igls (Sprint) | Kunsteisbahn Bob-Rodel Igls                       |
| 21. | 3. Jan. 2015  | Königssee               | Kombinierte Kunsteisbahn am Königssee             |
| 22. | 17. Jan. 2015 | Oberhof                 | Rennrodelbahn Oberhof                             |
| 23. | 24. Jan. 2015 | Winterberg              | Bobbahn Winterberg                                |
| 24. | 22. Feb. 2015 | Altenberg               | DKB-Eiskanal                                      |
| 25. | 22. Feb. 2015 | Altenberg (Sprint)      | DKB-Eiskanal                                      |
| 26. | 19. Dez. 2015 | Calgary                 | Bob- und Rennschlittenbahn im Canada Olympic Park |
| 27. | 19. Dez. 2015 | Calgary (Sprint)        | Bob- und Rennschlittenbahn im Canada Olympic Park |
| 28. | 10. Jan. 2016 | Sigulda                 | Rennrodel- und Bobbahn Sigulda                    |
| 29. | 16. Jan. 2016 | Oberhof                 | Rennrodelbahn Oberhof                             |
| 30. | 17. Jan. 2016 | Oberhof (Sprint)        | Rennrodelbahn Oberhof                             |
| 31. | 7. Feb. 2016  | Sotschi                 | Sliding Center Sanki                              |
| 32. | 13. Feb. 2016 | Altenberg               | DKB-Eiskanal                                      |
| 33. | 27. Nov. 2016 | Winterberg (Sprint)     | Bobbahn Winterberg                                |
| 34. | 4. Feb. 2017  | Oberhof                 | Rennrodelbahn Oberhof                             |
| 35. | 26. Nov. 2017 | Winterberg (Sprint)     | Bobbahn Winterberg                                |
| 36. | 2. Dez. 2017  | Altenberg               | DKB-Eiskanal                                      |
| 37. | 8. Dez. 2017  | Calgary                 | Bob- und Rennschlittenbahn im Canada Olympic Park |
| 38. | 14. Jan. 2018 | Oberhof                 | Rennrodelbahn Oberhof                             |
| 39. | 2. Feb. 2019  | Altenberg               | Rennschlitten- und Bobbahn Altenberg              |
| 40. | 28. Nov. 2020 | Innsbruck-Igls          | Kunsteisbahn Bob-Rodel Igls                       |
| 41. | 29. Nov. 2020 | Innsbruck-Igls (Sprint) | Kunsteisbahn Bob-Rodel Igls                       |
| 42. | 6. Dez. 2020  | Altenberg               | DKB-Eiskanal                                      |
| 43. | 12. Dez. 2020 | Oberhof                 | Rennrodelbahn Oberhof                             |
| 44. | 20. Dez. 2020 | Winterberg              | Bobbahn Winterberg                                |
| 45. | 2. Jan. 2021  | Königssee               | Kunsteisbahn Königssee                            |
| 46. | 9. Jan. 2021  | Sigulda                 | Rennrodel- und Bobbahn Sigulda                    |
| 47. | 16. Jan. 2021 | Oberhof                 | Rennrodelbahn Oberhof                             |
| 48. | 9. Jan. 2022  | Sigulda (Sprint)        | Rennrodel- und Bobbahn Sigulda                    |
| 49. | 9. Dez. 2022  | Whistler                | Whistler Sliding Centre                           |
| 50. | 25. Feb. 2024 | Sigulda                 | Rennrodel- und Bobbahn Sigulda                    |
| 51. | 25. Feb. 2024 | Sigulda (Sprint)        | Rennrodel- und Bobbahn Sigulda                    |

| Nr. | Datum         | Ort            | Bahn                                              |
| --- | ------------- | -------------- | ------------------------------------------------- |
| 1.  | 16. Jan. 2011 | Oberhof        | Rennrodelbahn Oberhof                             |
| 2.  | 23. Jan. 2011 | Altenberg      | Rennschlitten- und Bobbahn Altenberg              |
| 3.  | 10. Dez. 2011 | Whistler       | Whistler Sliding Centre                           |
| 4.  | 15. Jan. 2012 | Oberhof        | Rennrodelbahn Oberhof                             |
| 5.  | 22. Jan. 2012 | Winterberg     | Bobbahn Winterberg                                |
| 6.  | 9. Dez. 2012  | Altenberg      | DKB-Eiskanal                                      |
| 7.  | 16. Dez. 2012 | Sigulda        | Rennrodel- und Bobbahn Sigulda                    |
| 8.  | 24. Nov. 2013 | Innsbruck-Igls | Kunsteisbahn Bob-Rodel Igls                       |
| 9.  | 8. Dez. 2013  | Whistler       | Whistler Sliding Centre                           |
| 10. | 15. Dez. 2013 | Park City      | Bobbahn Park City                                 |
| 11. | 5. Jan. 2014  | Königssee      | Kunsteisbahn Königssee                            |
| 12. | 6. Dez. 2014  | Lake Placid    | Olympia-Bobbahn Lake Placid                       |
| 13. | 4. Jan. 2015  | Königssee      | Kunsteisbahn Königssee                            |
| 14. | 18. Jan. 2015 | Oberhof        | Rennrodelbahn Oberhof                             |
| 15. | 25. Jan. 2015 | Winterberg     | Bobbahn Winterberg                                |
| 16. | 1. Feb. 2015  | Lillehammer    | Bob- und Rennschlittenbahn Hunderfossen           |
| 17. | 1. März 2015  | Sotschi        | Sliding Center Sanki                              |
| 18. | 10. Jan. 2016 | Sigulda        | Rennrodel- und Bobbahn Sigulda                    |
| 19. | 14. Feb. 2016 | Altenberg      | DKB-Eiskanal                                      |
| 20. | 5. Feb. 2017  | Oberhof        | Rennrodelbahn Oberhof                             |
| 21. | 26. Feb. 2017 | Altenberg      | DKB-Eiskanal                                      |
| 22. | 19. Nov. 2017 | Innsbruck-Igls | Kunsteisbahn Bob-Rodel Igls                       |
| 23. | 3. Dez. 2017  | Altenberg      | DKB-Eiskanal                                      |
| 24. | 9. Dez. 2017  | Calgary        | Bob- und Rennschlittenbahn im Canada Olympic Park |
| 25. | 14. Jan. 2018 | Oberhof        | Rennrodelbahn Oberhof                             |
| 26. | 8. Dez. 2018  | Calgary        | Bob- und Rennschlittenbahn im Canada Olympic Park |
| 27. | 1. März 2020  | Königssee      | Kunsteisbahn Königssee                            |
| 28. | 29. Nov. 2020 | Innsbruck-Igls | Kunsteisbahn Bob-Rodel Igls                       |
| 29. | 13. Dez. 2020 | Oberhof        | Rennrodelbahn Oberhof                             |
| 30. | 10. Dez. 2022 | Whistler       | Whistler Sliding Centre                           |
| 31. | 3. März 2024  | Sigulda        | Rennrodel- und Bobbahn Sigulda                    |

* Teamstaffel- und Mannschaftsrennen vor der Saison 2010/11 waren kein offizieller Bestandteil des Weltcups

### Europameisterschaften
- 2012:  im Einsitzer
- 2013:   im Einsitzer und in der Team-Staffel
- 2015:  im Einsitzer sowie  in der Team-Staffel
- 2016:   im Einsitzer und in der Team-Staffel
- 2018:   im Einsitzer und in der Team-Staffel
- 2021:  im Einsitzer sowie  in der Team-Staffel
- 2023:  im Einsitzer

### Juniorenweltmeisterschaften
- 2006:   im Einsitzer und in der Team-Staffel
- 2007:   im Einsitzer und in der Team-Staffel
- 2008:  im Einsitzer

### Deutsche Meisterschaften
- 2007: 4. Platz im Einsitzer
- 2008:  im Einsitzer
- 2009:  im Einsitzer
- 2010:  im Einsitzer
- 2012:   im Einsitzer und in der Team-Staffel
- 2014:   im Einsitzer und in der Team-Staffel
- 2016:   im Einsitzer und in der Team-Staffel
- 2017:  im Einsitzer sowie  in der Team-Staffel
- 2018:   im Einsitzer und in der Team-Staffel
- 2019:  im Einsitzer
- 2020:   im Einsitzer und in der Team-Staffel

## Wok-WM
Bei der 8. Auflage von Stefan Raabs Wok-WM 2010 kam Felix Loch auf den 4. Platz im „Einer-Wok“ nach Georg Hackl, Joey Kelly und Christian Clerici. 2011 wurde er nach Georg Hackl und vor Lucy Diakovska Zweiter.

## Persönliches und soziales Engagement
Anfang März 2022 gehörte Loch zu den Gründungsmitgliedern des Vereins Athletes for Ukraine. Wenig später führte er einen Konvoi mit mehreren Fahrzeugen an, der Hilfsmittel aus Deutschland zur polnisch-ukrainischen Grenze brachte und von dort 47 ukrainische Flüchtlinge mit zurück nach Deutschland nahm.
Felix Loch engagiert sich ehrenamtlich für die Kinderhilfsorganisation Plan International. Er ist langjähriger Plan-Pate sowie "Kinder brauchen Fans!-Botschafter für Plan. Ein besonderes Anliegen ist es für ihn, Kinder zu motivieren und zu unterstützen. Im Jahre 2022 fuhr Felix Loch bei der Charity-Veranstaltung „Plan International Challenge“ die 3. Etappe der Deutschland Tour, Deutschlands größtem Profi-Etappenrennen. Am 18. Dezember 2022 wurde Felix Loch im Kurhaus Baden-Baden mit dem Sparkassenpreis für Vorbilder im Sport 2022 ausgezeichnet. Diese Anerkennung ehrt Persönlichkeiten aus dem Sport, die neben ihren sportlichen Erfolgen durch ihre Fairness, ihren Leistungswillen oder ihr charismatisches Auftreten insbesondere jungen Menschen ein Vorbild sind.
2016 heiratete Felix Loch seine langjährige Freundin Lisa. Das Paar hat zwei Söhne, die 2017 und 2018 geboren wurden.